# Chusclan
Chusclan är en kommun i departementet Gard i regionen Occitanien i södra Frankrike. Kommunen ligger i kantonen Bagnols-sur-Cèze som tillhör arrondissementet Nîmes. År 2022 hade Chusclan 975 invånare.

## Befolkningsutveckling
Antalet invånare i kommunen Chusclan
Referens:INSEE